# Rosa roxburghii
Rosa roxburghii es una especie de planta del género Rosa, de la familia Rosaceae.

## Taxonomía
Rosa roxburghii fue descrita por Tratt. en 1823.

## Distribución
Se encuentra en el territorio del Himalaya oriental hasta China central y meridional.